# Пимелиновая кислота
Пимелиновая кислота — предельная двухосновная карбоновая кислота. Производные пимелиновой кислоты являются промежуточными продуктами биосинтеза лизина. В промышленности синтезируется из циклогексанона и салициловой кислоты.

## См.также
- Диаминопимелиновая кислота
- Адипиновая кислота